# Georg Lindner
Georg Lindner (n. 20 ianuarie 1983 în St. Johann in Tirol) este un schior austriac care reprezintă Republica Moldova la cursele de schi pe plan internațional.

## Viața și cariera
Georg Lindner este originar din Oberndorf in Tirol, Austria și deține atât cetățenia austriacă, cât și cea a Republicii Moldova. Până în 2003 el a concurat pentru Austria, și participând la FIS-Rennen, doar de câteva ori s-a clasat în top 30.
În luna august 2009, el a primit cetățenia Republicii Moldova. Atunci când încerca să se califice pentru Jocurile Olimpice din 2010, el s-a retras de la Davos, după ce a suferit o accidentare gravă la genunchi. În 2011 și 2013 Georg Lindner a participat pentru echipa națională de schi a Republicii Moldova la Campionatul Mondial de schi alpin. În februarie 2014 el urmează să reprezinte Republica Moldova la Jocurile Olimpice de iarnă din 2014 la Soci.